# Toyota Sienta
La Sienta est une voiture produite par la marque japonaise Toyota, lancée en septembre 2003.
La Sienta est un petit break familial à 5 portes, dont les portes arrière latérales sont coulissantes. Proposant 7 places, la Sienta appartient à la catégorie “minivan”. Ce modèle a été exclusivement développé pour le marché japonais. Il se contente d'un seul moteur essence et se dispense de boîte manuelle.
Comme l'énorme majorité des modèles proposés sur le marché japonais, elle se décline toutefois en traction ou 4 roues motrices. La boîte CVT est alors échangée contre une traditionnelle transmission automatique pendant que la puissance est ramenée de 110 à 105 ch.
La Sienta n'a profité que d'un (très) léger restylage, en 2006.

## Carrière
Carrière sans histoire pour la Sienta qui, lors de sa première année pleine, a trouvé 67 500 clients sur le marché japonais, s'accordant ainsi la 20e place tous modèles confondus. Ce sera sa meilleure année, tant en diffusion qu'en classement. Les ventes baissent ensuite, passant sous les 40 000 exemplaires à partir de 2006 et naviguant entre les 35e et 40e places du classement.
La Sienta a été retirée du catalogue japonais de Toyota fin 2010 et réintroduite l'année suivante avec un restylage.